# Rede Bahia Revista
Rede Bahia Revista (por vezes abreviado como RBR) foi um programa de televisão brasileiro produzido e exibido na Rede Bahia de Televisão, afiliada da Rede Globo. Tinha o formato de revista eletrônica televisiva com exibição semanal aos domingos logo após o Fantástico (ou séries transmitidas pela Globo). Na versão da TV Bahia, os últimos apresentadores do programa foram Dalton Soares, Wanda Chase e Anna Valéria, enquanto que Carolina Rosa e Eduardo Oliveira apresentavam respectivamente as versões da TV Santa Cruz e da TV Subaé. Foi líder de audiência em seu horário. Havia transmissão de reprises na TV Salvador.
O programa abordava temas como saúde, comportamento, profissões, quadros de humor, curiosidades e fatos inusitados da cultura baiana. O último bloco era reservado para as notícias do fim de semana nas regiões do estado e para um breve resumo do que tinha acontecido de mais importante na capital baiana, além das partidas realizadas pelos times baianos de futebol. Em seu último ano de exibição, em 2015, após uma reformulação que mudou o conceito do programa, as edições passaram a ser realizadas fora do estúdio, em pontos turísticos de Salvador, alternando estúdio e externa. O programa saiu do ar em 18 de janeiro de 2015, em decorrência da nova programação da Rede Globo.

## História
Precedido pelo Bahia Comunidade, o programa estreou em 1998 nas manhãs de domingo, inicialmente com a apresentação de Carlos da Silva e Kátia Guzzo. Em setembro de 1999, passa a ser exibido nos sábados à tarde. Em janeiro de 2001, volta a ser exibido aos domingos, desta vez no horário da noite, após o Fantástico.
Durante sua exibição foram ao ar vários quadros e séries especiais. Em 2012, exibiu a série "Caminhos do São João" sobre as festas juninas, os preparativos e atrações turísticas de oito cidades baianas. Com o passar dos anos se tornou fixo, sempre na chegada do período do São João. Esse quadro especial foi apresentado por Anna Valéria. Em agosto de 2013, iniciou-se o quadro "Fala Pisit!", feito pelo ator Pisit Mota. Em 2014, o programa começou a exibir um quadro especial com o ator Gabriel Bandarra, satirizado de Onofre, o Argentino do Arrocha, onde saia nas ruas com reportagens engraçadas. Também era exibido uma série especial na chegada do verão visitando cidades turísticas na Bahia para passar as férias.
No dia 18 de janeiro de 2015, após 17 anos no ar, o programa cedeu lugar na grade da emissora a novas atrações produzidas pela Rede Globo, o programa Planeta Extremo e o Big Brother Brasil 15. Com o fim do programa, os apresentadores foram para a CBN Salvador, onde atuaram até novembro de 2016, quando a rádio tornou-se afiliada à Jovem Pan FM.

## Apresentadores
- Anna Valéria (1998-2015)
- Carlos da Silva (1998-2010)
- Kátia Guzzo (1998-2003; 2007-2010)
- Wanda Chase (2003-2007; 2010-2015)
- Acácia Lirya (2010-2015)
- Dalton Soares (2010-2015)